# Javoří potok (přítok Úpy)
Javoří potok (německy Urlasgrund Bach) je malý vodní tok v Krkonoších. Délka toku činí 4,0 km. Plocha povodí měří 4,8 km².

## Průběh toku
Neupravený pramen potoka se nachází na severním úbočí Černé hory. Po celou délku toku teče převážně severním směrem. V nevelké vzdálenosti pod pramenem se nachází rozcestí zvané Václavák se studánkou Přátelství. Nachází se zde vodojem, potok podtéká pod významnou turistickou trasou z Pece pod Sněžkou na Černou horu a zprava se do něj vlévá vodoteč pramenící v blízké Černohorské rašelině. Poté teče potok samostatně horní částí Javořího dolu. Ve vzdálenosti asi jednoho kilometru od pramene se k němu přimyká modře značená trasa KČT 1814 spojující Velkou Úpu s Janskými Lázněmi, kterou ve spodní části Javořího dolu nahrazuje zeleně značená trasa 4208 z Lučin. Ještě před jejich rozcestím padá přes Javoří vodopády. Potok protéká hluboce zaříznutým údolím mezi Slatinnou strání a Světlou, v závěru pak mezi jejich výběžky Javorem a Vlašským vrchem. Údolí je převážně zalesněné s nečetnými lučními enklávami na úbočích (Thámovy Boudy, Tippeltovy Boudy). Významnější přítoky Javoří potok nemá, napájí jej pouze několik bezejmenných malých horských potoků. V západní části Velké Úpy se Javoří potok vlévá zprava do Úpy. Celá délka jeho toku se nachází na území Krkonošského národního parku.